# Saison 11 de The Voice : La Plus Belle Voix
 (février 2022).
Si vous disposez d'ouvrages ou d'articles de référence ou si vous connaissez des sites web de qualité traitant du thème abordé ici, merci de compléter l'article en donnant les références utiles à sa vérifiabilité et en les liant à la section « Notes et références ».
 (février 2022).
- Si vous ne connaissez pas le sujet, laissez ce bandeau (vous pouvez alors contacter les auteurs).
- Si vous supprimez le contenu mis en cause (vous pouvez préalablement contacter les auteurs),

argumentez précisément cette suppression dans la page de discussion
(un manque de référence n'est pas un argument ; une recherche réelle de référence doit avoir été effectuée, être formellement documentée).
La onzième saison de The Voice : La Plus Belle Voix, émission française de télé-crochet musical, est diffusée du 12 février 2022 au 21 mai 2022 sur TF1,. Elle est animée par Nikos Aliagas. Lors de la demi-finale, Nikos Aliagas étant malade, il est remplacé par Alessandra Sublet.

## Coachs et candidats
Le 25 octobre 2021, TF1 et ITV Studios France annonce via Twitter que pour cette nouvelle saison, les quatre coachs de la saison dernière sont gardés. Le 23 décembre 2021, Nikos Aliagas annonce l'arrivée de Nolwenn Leroy dans le rôle d'une coach différente des quatre autres.

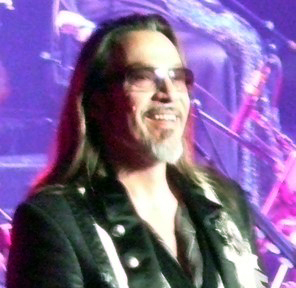
Florent Pagny
Amel Bent
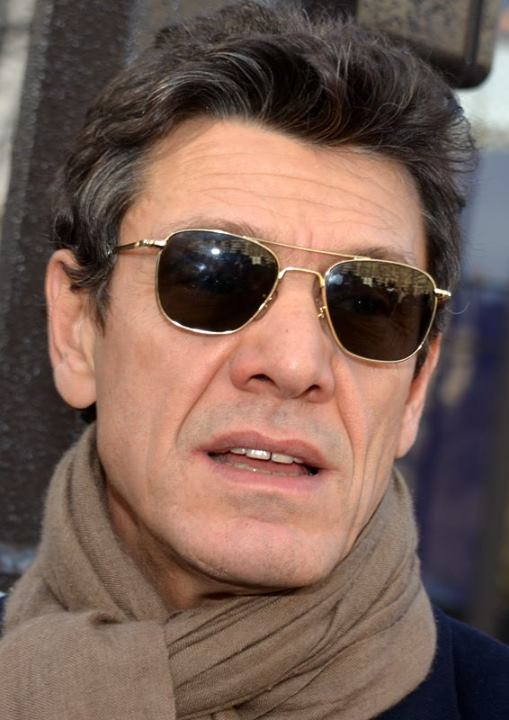
Marc Lavoine
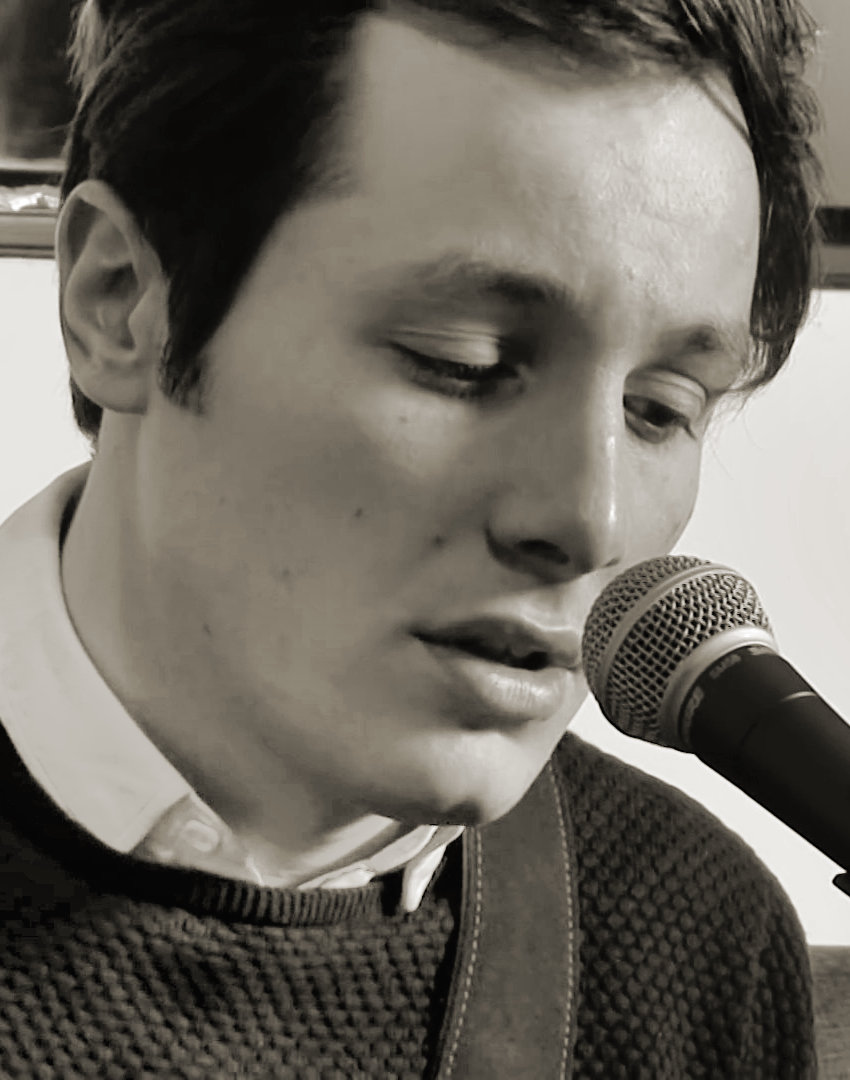
Vianney
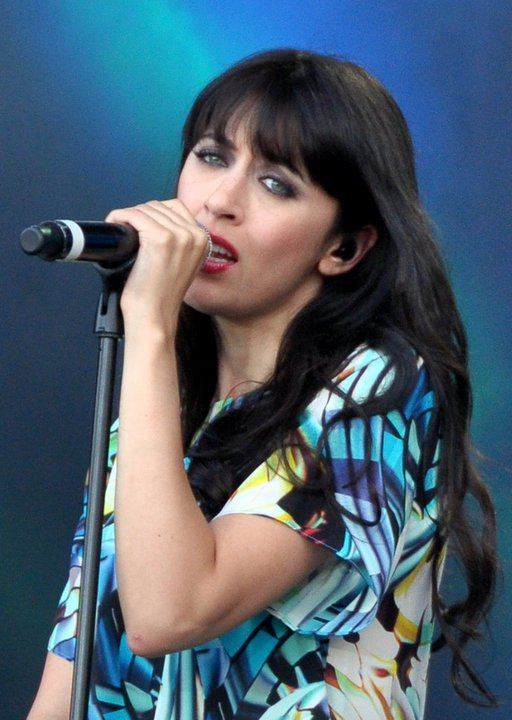
Nolwenn Leroy

## Déroulement de la saison

### Auditions à l'aveugle
Le principe est, pour les quatre coachs, de choisir les meilleurs candidats présélectionnés par la production. Lors des présentations de chaque candidat, chaque juré et futur coach est assis dans un fauteuil, dos à la scène et face au public, et écoute la voix du candidat sans le voir (d'où le terme « Auditions à l'aveugles ») : lorsqu'il estime qu'il est en présence d'un candidat qui lui convient, le juré appuie sur un buzzer devant lui, qui fait alors se retourner son fauteuil face au candidat. Cela signifie que le juré, qui découvre enfin physiquement le candidat, est prêt à entraîner et soutenir le candidat et le veut dans son équipe. Si le juré est seul à s'être retourné à la fin de la prestation, alors le candidat va par défaut dans son équipe. Par contre, si plusieurs jurés se retournent, c'est au candidat de choisir quel coach il veut rejoindre.
Cette année encore, aux auditions à l'aveugle, Le « Block ». Sur chaque pupitre des fauteuils des coachs se trouve, sous le buzzer, trois autres boutons avec les noms des trois autres coachs barrés. Durant la totalité des auditions à l'aveugle, chaque coach a la possibilité de pimenter la quête des talents empêchant un de ses confrères d'intégrer un talent qu'il souhaite absolument dans son équipe. Pour cela, il doit, avant que l'autre coach ne buzze, appuyer sur le bouton affichant le nom barré de son confrère. L'autre coach alors se retourne et découvre soit de suite qu'à ses pieds n'est pas affiché son nom mais « BLOQUÉ » (ou « BLOQUÉE » dans le cas d'Amel) en rouge ou dans la majorité des cas, le coach découvre à la fin de la prestation du candidat. Chaque coach ne peut utiliser ce « Block » que deux fois durant la totalité des auditions à l'aveugle.
À la fin des auditions à l'aveugle, Nolwenn Leroy aura la possibilité de repêcher quatre candidats parmi la cinquantaine d'éliminés. Deux battles seront organisés et le vainqueur de chaque battle pourra rejoindre l'équipe d'un des coachs officiels.
Les auditions à l'aveugle sont tournées du 18 au 23 décembre 2021,.
| Nombre de talent | Florent Pagny   | Amel Bent     | Vianney          | Marc Lavoine     | Nolwenn Leroy   |
| ---------------- | --------------- | ------------- | ---------------- | ---------------- | --------------- |
| 1                | Sonia Quesada   | Nabila Mekkid | Axel             | Maestrina        | Jean Palau      |
| 2                | Lou Dassi       | Vike          | Louise           | Ofé              | Loris Triolo    |
| 3                | Nour Brousse    | Olly Corpe    | Gaben            | Clément          | Léo             |
| 4                | Natalie Nova    | Mary Milton   | Maseko           | Madeline Baltus  | Kilian          |
| 5                | Thomas Dubin    | Raph Payet    | Mister Mat       | Caroline Costa   | Équipe complète |
| 6                | Ambre Brisset   | Léa           | Henry            | Jérôme Cioni     | Équipe complète |
| 7                | Marina Battista | Luigiano      | Charles Kaylan   | Basile           | Équipe complète |
| 8                | Maggy           | Doryan Ben    | Gautier          | Axel Hirsoux     | Équipe complète |
| 9                | Morgane Sampaio | Lleeroy       | Léna Maire       | Jessy            | Équipe complète |
| 10               | Jade            | Nicolas       | Paloma Pradal    | Fabien Cicoletta | Équipe complète |
| 11               | June Milo       | Jérôme Sebag  | Pauline          | Apie             | Équipe complète |
| 12               | Émilie          | Lisa          | Louis            | Jules Teinturier | Équipe complète |
| 13               | Kévin Yven      | Chérine       | Nyr              | Velours          | Équipe complète |
| 14               | Élise Allasia   | Duchelle      | Illa             | Stephen di Tordo | Équipe complète |
| Coups de Cœur    |                 |               |                  |                  | Équipe complète |
| Vaëlle           | David Lempell   | —             | Jérôme Toussaint |                  | Équipe complète |
| —                | Mattéo          | —             | Jean-Toussaint   |                  | Équipe complète |
| —                | Ambriel         | —             | Yannick          |                  | Équipe complète |

#### Épisode 1
Le premier épisode est diffusé le 12 février 2022 à 21 h 10.
Maestrina a déjà participé à Saison 9 de The Voice : La Plus Belle Voix mais personne ne s’était retourné. 
Nour a participé à Saison 6 de The Voice Kids (France) dans l’équipe de Soprano mais avait été éliminée lors de l’étape des battles.

#### Épisode 2
Le deuxième épisode est diffusé le 19 février 2022 à 21 h 10.
Marina Battista a participé à Saison 10 de The Voice : La Plus Belle Voix mais personne ne s’était retourné. 

#### Épisode 3
Le troisième épisode est diffusé le 26 février 2022 à 21 h 10.
Maggy a déjà participé à Saison 9 de The Voice : La Plus Belle Voix ou personne ne s’était retourné. 
Jada a participé à Saison 10 de Nouvelle Star sous le nom de Chehinaze, elle a été éliminée lors du 1er prime. 

#### Épisode 4
Le quatrième épisode est diffusé le 5 mars 2022 à 21 h 10.

#### Épisode 5
Le cinquième épisode est diffusé le 12 mars 2022 à 21 h 10.

#### Épisode 6
Le sixième épisode est diffusé le 19 mars 2022 à 21 h 10.

#### Épisode 7
Le septième épisode est diffusé le 26 mars 2022 à 21 h 10.

### Les Battles
Durant l'épreuve des Battles, chaque coach désigne des paires (ou triplet) de talents, qui chanteront en tandem une chanson désignée par le coach.
Le Vol de talents est de retour cette année.
Dans chaque Battle, 2 talents vont chanter en tandem. Un seul peut gagner. L'autre est éliminé sauf si un autre coach décide de le "voler" et de l'intégrer dans son équipe. Pour cela, à la fin des résultats, le coach intéressé par le talent buzze (Je vous veux). S'il est le seul, le candidat rejoint cette équipe. Si plusieurs coachs buzzent, c'est au talent de choisir quelle équipe il veut intégrer.
Les battles sont tournées du 19 au 21 janvier 2022.

#### Épisode 8
Le huitième épisode est diffusé le 2 avril 2022 à 21 h 10.

#### Épisode 9
Le neuvième épisode est diffusé le 9 avril 2022 à 21 h 10.

#### Épisode 10
Le dixième épisode est diffusé le 16 avril 2022 à 21 h 10.

#### Bilan des battles
| Nombre de talents | Florent Pagny            | Amel Bent            | Vianney                | Marc Lavoine    |
| ----------------- | ------------------------ | -------------------- | ---------------------- | --------------- |
| 1                 | Nour Brousse             | Vike                 | Axel                   | Clément         |
| 2                 | Jade                     | Doryan Ben           | Louise                 | Jérôme Cioni    |
| 3                 | Sonia Quesada            | Luigiano             | Gautier                | Ofé             |
| 4                 | Morgane                  | Lleeroy              | Gaben                  | Madeline Baltus |
| 5                 | Lou Dassi                | Mary Milton          | Pauline Nagy           | Maestrina       |
| 6                 | Kevin Yven               | Mattéo Licata        | Illa                   | Caroline Costa  |
| 7                 | Ambre Brisset            | Chérine              | Mister Mat             | Apie            |
| 8 (Volé)          | Charles Kaylan (Vianney) | Léna Maire (Vianney) | Émilie (Florent Pagny) | Léa (Amel Bent) |
| 9 (Nolwenn)       | Jean Palau               | —                    | —                      | Loris Triolo    |

### Les Cross Battles
Nikos Aliagas désigne un coach qui doit choisir parmi ses talents celui qui se produit sur scène. Ce même coach choisit ensuite un autre coach qui envoie à son tour un membre de son équipe. Chacun des deux talents se produit séparément sur une chanson préparée en amont. Le gagnant est désigné par les 101 membres du public munis d'un boîtier électronique,.
Cette année, le candidat éliminé par le public peut être repêché  grâce à un unique buzz de son coach.
Les Cross Battles sont tournées les 7 et 8 février 2022.

#### Épisode 11
Le onzième épisode est diffusé le 23 avril 2022 à 21 h 10.

#### Épisode 12
Le douzième épisode est diffusé le 30 avril 2022 à 21 h 10.

#### Bilan des Cross Battles
| Florent Pagny  | Amel Bent     | Vianney           | Marc Lavoine   |
| -------------- | ------------- | ----------------- | -------------- |
| Jade           | Léna Maire    | Pauline Nagy      | Caroline Costa |
| Kévin Yven     | Vike          | Louise Charbonnel | Ofé            |
| Charles Kaylan | Doryan Ben    | Gautier Delaporte | Clément        |
| Jean Palau     | Lleeroy Edoh  | Mister Mat        | Loris Triolo   |
| Nour Brousse   | Mattéo Licata | —                 | —              |
| Lou Dassi      | Mary Milton   | —                 | —              |
| Sonia Quesada  | —             | —                 | —              |

### Super Cross Battles
Cette saison accueille une nouvelle étape intitulée « Les Super Cross Battles ». Les Super Cross Battles sont identiques aux Cross Battles, Nikos Aliagas désigne un coach qui doit choisir parmi ses talents celui qui se produit sur scène. Ce même coach choisit ensuite un autre coach qui envoie à son tour un membre de son équipe. Chacun des deux talents se produit séparément sur une chanson préparée en amont. Le gagnant est désigné par les 101 membres du public munis d'un boîtier électronique. Le repêchage de talent est impossible lors de cette étape.
Les Super Cross Battles sont tournées le 19 février 2022.

#### Épisode 13
Le treizième épisode est diffusé le 7 mai 2022 à 21 h 10.

#### Qualifiés pour la demi-finale
| Florent Pagny | Amel Bent   | Vianney           | Marc Lavoine   |
| ------------- | ----------- | ----------------- | -------------- |
| Nour Brousse  | Mary Milton | Louise Charbonnel | Loris Triolo   |
| Lou Dassi     | Doryan Ben  | Pauline Nagy      | Caroline Costa |
| —             | Vike        | Mister Mat        | —              |

### Les primes

#### Épisode 14 — Demi-finale
Le quatorzième épisode est diffusé le 14 mai 2022 à 21 h 10 en direct sur TF1. Elle est animée par Alessandra Sublet, en raison de l'absence de Nikos Aliagas pour maladie.

#### Qualifiés pour la finale
| Florent Pagny | Amel Bent | Vianney    | Marc Lavoine   | Nolwenn Leroy |
| ------------- | --------- | ---------- | -------------- | ------------- |
| Nour Brousse  | Vike      | Mister Mat | Caroline Costa | Loris Triolo  |

#### Épisode 15 — La finale
Le quinzième épisode est diffusé le 21 mai 2022 à 21 h 10 avec Nikos Aliagas
Comme l'année dernière[C'est-à-dire ?], les règles de cette finale changent avec deux phases de votes, trois candidats sont éliminés aux deux tiers de l'émission pour un dernier vote entre les deux candidats restants.

## Audiences

### The Voice: La Plus Belle Voix
| Type                  | Jour               | Horaire de diffusion | Audience moyenne          | Audience moyenne | Audience moyenne | Classement des audiences | Réf.     |
| Type                  | Jour               | Horaire de diffusion | Nombre de téléspectateurs | Part de marché   | Part de marché   | Classement des audiences | Réf.     |
| Type                  | Jour               | Horaire de diffusion | Nombre de téléspectateurs | (4 ans et plus)  | (FRDA-50)        | Classement des audiences | Réf.     |
| --------------------- | ------------------ | -------------------- | ------------------------- | ---------------- | ---------------- | ------------------------ | -------- |
| Auditions à l'aveugle | 12 février 2022    | 21 h 10–22 h 20      | 5 218 000                 | 24,3 %           | 37,8 %           | 1er                      | [ a 1 ]  |
| Auditions à l'aveugle | 12 février 2022    | 22 h 20–23 h 40      | 4 479 000                 | 30,2 %           | 40,5 %           | 1er                      |          |
| Auditions à l'aveugle | 19 février 2022    | 21 h 10–22 h 15      | 4 803 000                 | 23,5 %           | 32,7 %           | 1er                      | [ a 2 ]  |
| Auditions à l'aveugle | 19 février 2022    | 22 h 15–23 h 40      | 4 670 000                 | 30 %             | 38,7 %           | 1er                      | [ a 2 ]  |
| Auditions à l'aveugle | 26 février 2022    | 21 h 10–22 h 10      | 4 574 000                 | 22,4 %           | 34,5 %           | 1er                      | [ a 3 ]  |
| Auditions à l'aveugle | 26 février 2022    | 22 h 10–23 h 40      | 4 000 000                 | 26,2 %           | 32,4 %           | 1er                      | [ a 3 ]  |
| Auditions à l'aveugle | 5 mars 2022        | 21 h 10–22 h 20      | 4 423 000                 | 22 %             | 36,2 %           | 1er                      | [ a 4 ]  |
| Auditions à l'aveugle | 5 mars 2022        | 22 h 20–23 h 40      | 3 954 000                 | 26,1 %           | 37,5 %           | 1er                      |          |
| Auditions à l'aveugle | 12 mars 2022       | 21 h 10–22 h 20      | 4 518 000                 | 22,4 %           | 31 %             | 2e                       | [ a 5 ]  |
| Auditions à l'aveugle | 12 mars 2022       | 22 h 20–23 h 40      | 4 080 000                 | 26,6 %           | 31 %             | 2e                       | [ a 5 ]  |
| Auditions à l'aveugle | 19 mars 2022       | 21 h 10–22 h 15      | 3 882 000                 | 16,5 %           | 20,8 %           | 2e                       | [ a 6 ]  |
| Auditions à l'aveugle | 19 mars 2022       | 22 h 15–23 h 35      | 3 380 000                 | 18,6 %           | 23 %             | 2e                       | [ a 6 ]  |
| Auditions à l'aveugle | 26 mars 2022       | 21 h 10–22 h 15      | 3 823 000                 | 20,1 %           | 29,5 %           | 2e                       | [ a 7 ]  |
| Auditions à l'aveugle | 26 mars 2022       | 22 h 15–23 h 35      | 3 480 000                 | 24,3 %           | 33,7 %           | 2e                       | [ a 7 ]  |
| Battles               | 2 avril 2022       | 21 h 10–22 h 40      | 4 240 000                 | 21 %             | 28,5 %           | 2e                       | [ a 8 ]  |
| Battles               | 2 avril 2022       | 22 h 40–23 h 40      | 3 730 000                 | 26,3 %           | NC               | 2e                       | [ a 8 ]  |
| Battles               | 9 avril 2022       | 21 h 10–22 h 30      | 3 906 000                 | 21 %             | 28,8 %           | 2e                       | [ a 9 ]  |
| Battles               | 9 avril 2022       | 22 h 30–23 h 50      | 3 240 000                 | 23,8 %           | 30,2 %           | 2e                       | [ a 9 ]  |
| Battles               | 16 avril 2022      | 21 h 10–22 h 30      | 3 407 000                 | 17,7 %           | 26,7 %           | 2e                       | [ a 10 ] |
| Battles               | 16 avril 2022      | 22 h 30–23 h 50      | 3 020 000                 | 23,7 %           | 30,8 %           | 2e                       | [ a 10 ] |
| Cross Battles         | 23 avril 2022      | 21 h 10–22 h 30      | 3 556 000                 | 17,4 %           | 22,9 %           | 2e                       | [ a 11 ] |
| Cross Battles         | 23 avril 2022      | 22 h 30–23 h 50      | 3 280 000                 | 24,2 %           | 29,6 %           | 2e                       | [ a 11 ] |
| Cross Battles         | 30 avril 2022      | 21 h 10–22 h 30      | 3 353 000                 | 17,8 %           | 26,6 %           | 2e                       | [ a 12 ] |
| Cross Battles         | 30 avril 2022      | 22 h 30–23 h 35      | 2 950 000                 | 22,1 %           | NC               | 2e                       | [ a 12 ] |
| Super Cross Battles   | 7 mai 2022         | 21 h 10–22 h 20      | 3 395 000                 | 16,9 %           | NC               | 3e                       | [ a 13 ] |
| Super Cross Battles   | 7 mai 2022         | 22 h 20–23 h 40      | 3 090 000                 | 21,2 %           | NC               | 3e                       | [ a 13 ] |
| Direct                | 14 mai 2022        | 21 h 10–22 h 20      | 3 053 000                 | 16,4 %           | NC               | 2e                       | [ a 14 ] |
| Direct                | 14 mai 2022        | 22 h 20–23 h 40      | 2 920 000                 | 19,7 %           | NC               | 2e                       | [ a 14 ] |
| Direct                | 21 mai 2022        | 21 h 10–22 h 35      | 3 740 000                 | 21,5 %           | NC               | 2e                       | [ a 15 ] |
| Direct                | 21 mai 2022        | 22 h 35–23 h 50      | 3 650 000                 | 28,1 %           | NC               | 2e                       | [ a 15 ] |
|                       |                    |                      |                           |                  |                  |                          |          |
| Bilan de la saison    | Bilan de la saison | Partie 1             | 3 990 000                 | 19,9 %           | NC               | –                        | [ a 16 ] |
| Bilan de la saison    | Bilan de la saison | Partie 2             | 3 620 000                 | 24,7 %           | NC               | –                        | [ a 16 ] |

Légende :
- Plus hauts chiffres d'audience
- Plus bas chiffres d'audience

### The Voice, la suite
| Jour et horaire de diffusion    | Audience moyenne          | Audience moyenne | Classement des audiences | Références |
| Jour et horaire de diffusion    | Nombre de téléspectateurs | PDM              | Classement des audiences | Références |
| ------------------------------- | ------------------------- | ---------------- | ------------------------ | ---------- |
| 12 février 2021 (23:40 - 00:35) | 1 280 000                 | 17,9 %           | 2e                       | [ a 17 ]   |
| 19 février 2021 (23:35 - 00:50) | 1 275 000                 | 18,4 %           | 2e                       |            |
| 26 février 2021 (23:35 - 00:50) | 871 000                   | 12,1 %           | 2e                       |            |
| 5 mars 2022 (23:35 - 00:50)     | 943 000                   | 13,1 %           | 2e                       | [ a 18 ]   |
| 12 mars 2022 (23:35 - 00:50)    | 1 014 000                 | 13,9 %           | 3e                       |            |
| 19 mars 2022 (23:35 - 00:50)    | 1 044 000                 | 14,6 %           | 3e                       |            |
| 26 mars 2022 (23:35 - 00:50)    | 976 000                   | 13,4 %           | 3e                       |            |
| 2 avril 2022 (23:35 - 00:50)    | 1 194 000                 | 14,9 %           | 2e                       |            |
| 9 avril 2022 (23:35 - 00:50)    | 738 000                   | 12,6 %           | 4e                       |            |
| 16 avril 2022 (23:35 - 00:50)   | 764 000                   | 13,7 %           | 3e                       | [ a 19 ]   |
| 23 avril 2022 (23:35 - 00:50)   | 765 000                   | 13 %             | 4e                       |            |
| 30 avril 2022 (23:35 - 00:50)   | 908 000                   | 13,5 %           | 4e                       |            |
| 7 mai 2022 (23:35 - 00:50)      | 1 410 000                 | 22,9 %           | 2e                       | [ a 20 ]   |
| 14 mai 2022 (23:35 - 00:50)     | 1 200 000                 | 14,2 %           | 2e                       | [ a 21 ]   |

Légende :
- Plus hauts chiffres d'audience
- Plus bas chiffres d'audience

### Audiences
1. ↑  « Audiences : The Voice très large leader devant Police de caractères, M6 encore battue par F5 », sur ozap.com, 13 février 2022 (consulté le 13 février 2022)
2. ↑  « Audiences : The Voice large leader devant Police de caractères, Les enfants de la télé en baisse », sur ozap.com, 20 février 2022 (consulté le 20 février 2022)
3. ↑  « Audiences : The Voice leader encore en baisse, Flop pour Bruno Guillon, Echappées belles sous le million », sur ozap.com, 27 février 2022 (consulté le 27 février 2022)
4. ↑  « Audiences : "The Voice" large leader, Records pour "Echappées Belles" qui devance la soirée Eurovision et M6 », sur ozap.com, 6 mars 2022 (consulté le 6 mars 2022)
5. ↑  « Audiences : The Voice battu par le téléfilm inédit de F3, Taratata faible », sur ozap.com (consulté le 13 mars 2022)
6. ↑  « Audiences : Record historique pour le XV de France, The Voice au plus bas devance F3 », sur ozap.com (consulté le 20 mars 2022)
7. ↑  « Audiences : Le Canal des secrets leader, The Voice en tête sur les FRDA, Le Sidaction stable », sur ozap.com (consulté le 27 mars 2022)
8. ↑  « Audiences : Cassandre leader, The Voice en hausse, Les comiques préférés stable », sur ozap.com (consulté le 3 avril 2022)
9. ↑  « Audiences : Cassandre large leader devant The Voice, le Tournoi des Maestros en forte baisse », sur ozap.com (consulté le 10 avril 2022)
10. ↑  « Audiences : Cassandre en tête, The Voice leader sur cibles, Le Tournoi des Maestros stable », sur ozap.com (consulté le 17 avril 2022)
11. ↑  « Audiences : The Voice battue par une rediff de Cassandre, Nagui en hausse », sur ozap.com (consulté le 24 avril 2022)
12. ↑  « Audiences : Cassandre en tête devant The Voice, Echappées belles devant M6 », sur ozap.com (consulté le 1er mai 2022)
13. ↑  « Audiences : Meurtres à Porquerolles large leader, La finale de la Coupe de France en baisse, The Voice troisième », sur ozap.com (consulté le 8 mai 2022)
14. ↑  « Audiences : L'Eurovision leader en forte baisse, The Voice au plus bas, Echappées Belles au coude-à-coude avec M6 », sur ozap.com (consulté le 15 mai 2022)
15. ↑  « Audiences : La finale de "The Voice" battue par le téléfilm de F3, "Les Grosses Têtes" à un niveau bas », sur ozap.com (consulté le 22 mai 2022)
16. ↑  Ludovic Galtier, « Audiences : Quel bilan pour la saison 11 de "The Voice" sur TF1 ? », sur ozap.com (consulté le 22 mai 2022)
17. ↑  « Audiences samedi : Carton pour les Bleus, Record pour Canal Rugby Club, TPMP People encore en hausse », sur ozap.com, 13 février 2022 (consulté le 13 février 2022)
18. ↑  « Audiences samedi : Crespo-Mara et Baddou en forme, TPMP People de nouveau battu par Arte », sur ozap.com, 6 mars 2022 (consulté le 6 mars 2022)
19. ↑  « Audiences samedi : Nagui domine l'access, Record pour Samuel Etienne, TPMP People et 28 minutes au plus bas », sur ozap.com, 17 avril 2022 (consulté le 17 avril 2022)
20. ↑  « Audiences samedi : Records d'audience pour Boccolini, Baddou et Lemoine, la cérémonie d'investiture plus suivie sur F2 », sur ozap.com, 8 mai 2022 (consulté le 8 mai 2022)
21. ↑  « The Voice : le départ forcé de Nikos Aliagas, Alessandra Sublet déçoit en audience sur TF1 », sur toutelatele.com, 15 mai 2022 (consulté le 15 mai 2022)